# Organiseret kriminalitet
Organiseret kriminalitet er kriminelle grupper, der systematisk forfølger mål med ulovlige midler.[kilde mangler] Oftest bruges betegnelsen om kriminelle organisationer der arbejder med generering af økonomisk profit, men kan også anvendes om terrororganisationer med politiske i stedet for økonomiske mål.
Organiseret kriminalitet sættes ofte i forbindelse med narkotikadistribution, hvidvaskning eller afpresning af penge, mord og lejemord, bedrageri, menneskehandel – herunder også kvindehandel – samt prostitution.
Organiserede grupper af kriminelle bruger ofte navne til deres organisationer. Eksempler på sådanne, der er blevet almindeligt kendt i offentligheden kan være:
| Gruppe                | Oprindelse | Formodet kriminel aktivitet |
| --------------------- | ---------- | --- |
| Den Amerikanske Mafia | USA        | Hasardspil, afpresning, ildspåsættelse, udnyttelse af illegal arbejdskraft, vold, narkotikahandel, ulovlig lånevirksomhed, pengevask, narkotikasmugling. |
| Bandidos              | USA        | Narkotika- og våbensalg, organiserede røverier, prostitution, vold, afpresning.[kilde mangler]                                                           |
| Hells Angels          | USA        | Narkotika- og våbensalg, organiserede røverier, prostitution, vold.                                                                                      |
| Den Israelske Mafia   | Israel     | Økonomisk kriminalitet |
| Den Sicilianske Mafia | Italien    | Afpresning, våben-, narkotika- og kvindehandel, prostitution, narkotikasmugling.[kilde mangler]                                                          |
| Yakuza                | Japan      | Lejemord, afpresning, speciale i bestilte røverier.[kilde mangler]                                                                                       |